# Pannecières
Pannecières é uma comuna francesa na região administrativa do Centro, no departamento Loiret. Estende-se por uma área de 6,88 km². Em 2010 a comuna tinha 137 habitantes (densidade: 19,9 hab./km²).